# Damalis sphekodes
Damalis sphekodes là một loài ruồi trong họ Asilidae. Damalis sphekodes được Londt miêu tả năm 1989. Loài này phân bố ở vùng nhiệt đới châu Phi.